# Nefrectomie
Een nefrectomie is een chirurgische ingreep waarbij onder narcose een nier wordt verwijderd. Deze kan worden toegepast in het geval van onder meer een schrompelnier, tumor, waterzaknier, niertrauma, niercyste, nierabces, chronische pyelonefritis of nierstenen.
Mensen die een nefrectomie moeten ondergaan, krijgen voor de operatie abelcet en fraxiparine in verband met infectie, een verminderde werking van de nieren en tegen trombose. Na de operatie moet de patiënt een dieet volgen, beginnend met vloeibaar voedsel.

## Methodes
Een nefrectomie kan op verschillende manieren worden uitgevoerd.
- laparoscopisch - via sneetjes van ongeveer 1 centimeter in de buikwand gaan chirurgen het lichaam in met enerzijds een laparoscoop en anderzijds verwijderingsapparatuur.
- lumbaal - via een incisie aan de zijkant van de buik
- abdominaal - via een snee in de buik

Het herstel na de operatie verloopt doorgaans het snelst na een laparoscopische ingreep, maar deze is niet altijd mogelijk.

## Mogelijke complicaties
Na een nefrectomie is er een kans dat de patiënt te kampen krijgt met een of meerdere van de volgende complicaties.
- nabloeding
- verstoorde nierfunctie
- heamodynamisch instabiel (een verstoring van de bloedsomloop)
- wondinfectie
- longontsteking